# ぜいたく品不正輸出事件
ぜいたく品不正輸出事件（ぜいたくひん ふせいゆしゅつじけん）とは、2009年6月に北朝鮮に対する国際連合安全保障理事会決議の経済制裁に伴い、日本政府が輸出を禁止しているぜいたく品を不正輸出したとして韓国籍の人物を兵庫県警察外事課などが外国為替及び外国貿易法違反で逮捕した事件。国連決議に基づく経済制裁に反した不正輸出で逮捕するのは全国初とされている。

## 事件の概要
京都府舞鶴市の貿易会社社長（韓国籍）は、2008年10月から12月にかけて、国連安保理決議の経済制裁により北朝鮮への輸出が禁じられているメルセデス・ベンツ4台とピアノ34台を神戸港から中華人民共和国大連港に輸出するように見せかけ、日本国政府の承認なく朝鮮民主主義人民共和国平壌の商社に向けて不正に輸出した。この平壌の商社は金正日の資金を管理している朝鮮労働党39号室に所属する複数の貿易会社のひとつ。
2009年6月8日、神戸地検は北朝鮮タンクローリー不正輸出事件の件で貿易会社社長（当時50歳）を外為法違反と関税法違反の罪で起訴した。翌日、兵庫県警察は貿易会社社長を本事件に対する外為法違反（不正輸出）容疑で再逮捕した。また、神戸税関は貿易会社と貿易会社社長を関税法違反（虚偽申告など）で刑事告発した。
2009年6月30日、神戸地検は貿易会社社長を本事件に対する外為法違反（不正輸出）で追起訴した。
なお、本事件における容疑者は在日朝鮮人であることが明らかになっているが、読売新聞や毎日新聞のように韓国籍の容疑者名（本名）として報道した報道機関もあれば、朝日新聞のように通名のみを報道する報道機関もあった。

## 刑事裁判
2009年7月27日、神戸地裁（辛島靖崇裁判官）で初公判が開かれ、罪状認否で被告人は「間違いありません」と述べて起訴事実を認めた。検察側は被告人に懲役3年、貿易会社に罰金500万円を求刑して即日結審した。
2009年8月7日、神戸地裁（辛島靖崇裁判官）で判決公判が開かれ「自己の利益を優先し、国際社会の安全を侵害する巧妙な犯行」として被告人に懲役3年・執行猶予4年、貿易会社に求刑通り罰金500万円の判決を言い渡した。